# غیرت (جماعت)
غیرت  جماعت و شهرکی در جنوب‌غربی کشور تاجیکستان است که در ناحیهٔ فرخار ولایت ختلان قرار دارد. جمعیت این جماعت ۱۱٬۹۲۰ است.